# Очільники Чортківського району
Старости, голови районної ради — очільники Чортківського району.
| Габсбурзька монархія та Австрійська імперія (1772—1918)                |                                |                    |                   | |                      |
| Едвард Ерляхер фон Хай                                                 | староста                       | 1856               | 1861              | |                      |
| посада вакантна                                                        | староста                       | 1862               | 1862              | |                      |
| Петер Віснер                                                           | в.о. старости                  | 1863               | 1864              | |                      |
| Філіп Залєский                                                         | староста                       | 1867               | 1869              | |                      |
| Сильвестр Тулі                                                         | староста                       | 1870               | 1872              | |                      |
| Герман Льобль                                                          | староста                       | 1872               | 1872              | |                      |
| посада вакантна                                                        | староста                       | 1873               | 1873              | |                      |
| Альбін Стшемік-Стройновский                                            | староста                       | 1874               | 1881              | |                      |
| посада вакантна                                                        | староста                       | 1882               | 1882              | |                      |
| Юліуш Нєвядомский                                                      | староста                       | 1883               | 1892              | |                      |
| посада вакантна                                                        | староста                       | 1893               | 1893              | |                      |
| Антоній Вибрановский-Порай                                             | в.о. старости                  | 1894               | 1895              | |                      |
| Антоній Вибрановский-Порай                                             | староста                       | 1896               | 1902              | |                      |
| посада вакантна                                                        | староста                       | 1903               | 1903              | |                      |
| Станіслав Боднар                                                       | староста                       | 1904               | 1909              | Найбільше доклався до розвитку округу та Чорткова. За свої старання та відданість австрійському цісарю у 1908 році нагороджений імператором орденом Франца Йосифа. А також Чортківська гмінна рада надала Станіславу Боднару звання почесного громадянина Чорткова (1909). |                      |
| Тадеуш Пьонткевич                                                      | в.о старости                   | 1910               | 1911              | |                      |
| Тадеуш Пьонткевич                                                      | староста                       | 1912               | 1914              | |                      |
| посада вакантна                                                        | староста                       | 1914               | 1917              | |                      |
| Російська імперія                                                      |                                |                    |                   | |                      |
| Зигмунт Гронзевич                                                      | староста                       | 1918               | 1920              | |                      |
| II Польська Республіка (1920—1939)                                     |                                |                    |                   | |                      |
| Зигмунт Гронзевич                                                      | староста                       | 1920               | 1920              | |                      |
| СРСР (1939—1941)                                                       |                                |                    |                   | |                      |
| Третій Рейх (1941—1944)                                                |                                |                    |                   | |                      |
| СРСР (1945—1991)                                                       |                                |                    |                   | |                      |
| Україна (після 1991)                                                   |                                |                    |                   | |                      |
| представник президента України, голова райдержадміністрації (від 1991) |                                |                    |                   | |                      |
| Володимир Мирончук                                                     | представник президента України | 1991               | 1992              | | [ 1 ]                |
| Володимир Чепига                                                       | представник президента України | 9 квітня 1992      | 1994              | | [ 2 ] [ 1 ]          |
| Володимир Мирончук                                                     | представник президента України | 1994               | 1995              | | [ 1 ]                |
| Володимир Мирончук                                                     | голова райдержадміністрації    | 1995               | 1997              | | [ 1 ]                |
| Ярослав Замрикіт                                                       | голова райдержадміністрації    | 1997               | 21 серпня 1998    | | [ 3 ]                |
| Петро Стефаняк                                                         | голова райдержадміністрації    | 31 серпня 1998     | 2000              | | [ 4 ] [ 1 ]          |
| Володимир Гищук                                                        | голова райдержадміністрації    | 25 квітня 2000     | 8 листопада 2001  | | [ 5 ] [ 6 ]          |
| Степан Левчук                                                          | голова райдержадміністрації    | 8 листопада 2001   | 26 лютого 2005    | | [ 7 ] [ 8 ]          |
| Олександр Стадник                                                      | голова райдержадміністрації    | 12 березня 2005    | 26 травня 2006    | | [ 9 ] [ 10 ]         |
| Тарас Капуста                                                          | голова райдержадміністрації    | 15 червня 2006     | 4 червня 2010     | | [ 11 ] [ 12 ]        |
| Ярослав Стець                                                          | голова райдержадміністрації    | 4 червня 2010      | 20 листопада 2012 | | [ 13 ] [ 14 ]        |
| Степан Кобіс                                                           | голова райдержадміністрації    | 18 січня 2013      | 22 березня 2014   | | [ 15 ] [ 16 ]        |
| Віктор Шепета                                                          | голова райдержадміністрації    | 23 травня 2014     | 20 вересня 2014   | | [ 17 ] [ 18 ]        |
| Михайло Сташків                                                        | голова райдержадміністрації    | 21 травня 2015     | 27 листопада 2017 | | [ 19 ] [ 20 ]        |
| Оксана Чайчук                                                          | голова райдержадміністрації    | 26 квітня 2018     | 11 липня 2019     | | [ 21 ] [ 22 ]        |
| Арсен Марчишак                                                         | голова райдержадміністрації    | 21 травня 2020     | 12 лютого 2021    | | [ 23 ] [ 24 ]        |
| Володимир Шипітко                                                      | голова райдержадміністрації    | від 12 лютого 2021 |                   | | [ 25 ]               |
| голова районної ради (від 1991)                                        |                                |                    |                   | |                      |
| Володимир Мирончук                                                     | голова районної ради           | 1991               | 1994              | | [ 26 ]               |
| Володимир Мирончук                                                     | голова районної ради           | 1994               | 1998              | | [ 26 ]               |
| Володимир Мирончук                                                     | голова районної ради           | 1998               | 2002              | | [ 26 ]               |
| Богдан Окіпний                                                         | голова районної ради           | 2002               | 2006              | | [ 26 ]               |
| Олександр Стадник                                                      | голова районної ради           | 2006               | 2006              | | [ 27 ]               |
| Роман Чортківський                                                     | голова районної ради           | 2006               | 2012              | | [ 28 ]               |
| Володимир Заліщук                                                      | голова районної ради           | 2012               | 2015              | | [ 28 ]               |
| Віктор Шепета                                                          | голова районної ради           | 2015               | 25 листопада 2020 | | [ 28 ]               |
| Марія Чупрій                                                           | голова районної ради           | від 8 грудня 2020  |                   | | [ 29 ] [ 30 ] [ 31 ] |
| — виконувачі обов'язків.                                               |                                |                    |                   | |                      |